# Atherinomorus lineatus
Atherinomorus lineatus és una espècie de peix pertanyent a la família dels aterínids.

## Descripció
- Pot arribar a fer 7,5 cm de llargària màxima.
- 5-6 espines i 7-9 radis tous a l'aleta dorsal i 1 espina i 10-12 radis tous a l'anal.
- Ulls grossos (llur diàmetre és igual a l'espai interorbitari).[3][4]

## Hàbitat
És un peix d'aigua marina, demersal i de clima tropical.

## Distribució geogràfica
Es troba al Pacífic occidental central: Indonèsia i les illes Filipines.

## Observacions
És inofensiu per als humans.